# Sowiecka Formuła Easter Sezon 1991
1991 – piętnasty i ostatni sezon Sowieckiej Formuły Easter. Składał się z trzech eliminacji. Mistrzem został Rain Pilve (Estonia 21.10).

## Kalendarz wyścigów
| Runda | Data        | Tor   | Pole position | Najszybsze okrążenie | Zwycięzca (kierowcy) | Zwycięzca (zespoły) |
| ----- | ----------- | ----- | ------------- | -------------------- | -------------------- | ------------------- |
| 1     | 27 kwietnia | Kijów | ?             | ?                    | Edgard Lindgren      | DOSAAF Moskwa       |
| 2     | 9 czerwca   | Ryga  | ?             | ?                    | Rain Pilve           | Kalev Tallinn       |
| 3     | 18 sierpnia | Kijów | ?             | ?                    | Rain Pilve           | Kalev Tallinn       |

## Klasyfikacja kierowców
| Legenda oznaczeń w tabelach wyników Wyświetl szablon na nowej stronie | Legenda oznaczeń w tabelach wyników Wyświetl szablon na nowej stronie                                                                     |
| Oznaczenie                                                            | Wyjaśnienie |
| --------------------------------------------------------------------- | --- |
| Złoty                                                                 | Zwycięzca lub mistrzostwo |
| Srebrny                                                               | 2. miejsce lub wicemistrzostwo |
| Brązowy                                                               | 3. miejsce lub II wicemistrzostwo |
| Zielony                                                               | Ukończył, punktował (w klasyfikacji generalnej, gdy zdobył co najmniej jeden punkt na przestrzeni sezonu, poza trzema powyższymi opcjami) |
| Niebieski                                                             | Ukończył, nie punktował (w klasyfikacji generalnej, gdy nie zdobył co najmniej jednego punktu na przestrzeni sezonu)                      |
| Czerwony                                                              | Nie zakwalifikował się (NZ) |
| Czerwony                                                              | Nie prekwalifikował się (NPK) |
| Różowy                                                                | Nie ukończył (NU) |
| Różowy                                                                | Niesklasyfikowany (NS) (w klasyfikacji generalnej, gdy nie został sklasyfikowany w żadnym wyścigu sezonu)                                 |
| Czarny                                                                | Zdyskwalifikowany (DK) |
| Czarny                                                                | Wykluczony (WYK/EX) |
| Biały                                                                 | Nie wystartował (NW) |
| Biały                                                                 | Kontuzjowany (K/INJ) |
| Biały                                                                 | Wyścig odwołany (OD/C) |
| Bez koloru                                                            | Został wycofany (WYC/WD) |
| Bez koloru                                                            | Nie przybył (NP/DNA) |
| Bez koloru                                                            | Nie brał udziału w treningach (NT/DNP) |
| Bez koloru                                                            | Nie został zgłoszony (–) |
| Pogrubienie                                                           | Start z pole position |
| Kursywa                                                               | Najszybsze okrążenie wyścigu |
| †                                                                     | Nie ukończył, ale jego rezultat został zaliczony ze względu na przejechanie więcej niż 90% dystansu wyścigu.                              |
| *                                                                     | Sezon w trakcie |
| 1/2/3                                                                 | Punktowana pozycja w sprincie kwalifikacyjnym                                                                                             |
| Lista systemów punktacji Formuły 1                                    | |

| Poz. | Kierowca            | Zespół                 | CZJ | RGA | CZJ | Punkty |
| ---- | ------------------- | ---------------------- | --- | --- | --- | ------ |
| 1    | Rain Pilve          | Kalev Tallinn          | ?   | 1   | 1   | 100    |
| 2    | Edgard Lindgren     | DOSAAF Moskwa          | 1   | 2   | 2   | 96     |
| 3    | Siergiej Odincow    | DOSAAF Moskwa          | 2   | 6   | 4   | 87     |
| 4    | Władimir Andriejew  | DOSAAF Stawropol       | 3   | 5   | ?   | 83     |
| 5    | Lew Oganiesow       | DOSAAF Briańsk         | ?   | 4   | 5   | 81     |
| 6    | Aleksandr Sieropow  | Sowieckaja Armia Kijów | 5   | 10  | 6   | 77     |
| 7    | Władimir Mamajew    | DOSAAF Togliatti       | 4   | ?   | ?   |        |
| 8    | Wiaczesław Szumiłow | Spartak Moskwa         | ?   | 8   | ?   |        |
| 9    | Aleksandr Lwow      | Spartak Leningrad      | ?   | 7   | 9   | 74     |
| 10   | Andriej Tanwiel     | DOSAAF Moskwa          | ?   | ?   | 3   |        |
| 17   | Aleksiej Warawin    | DOSAAF Kijów           | NU  | 3   | NW  | 43     |